# Saison 1 de Humans
Cet article présente les huit épisodes de la première saison de la série télévisée américano-britannique Humans, adaptation de la série suédoise Äkta människor (Real Humans : 100 % humain) .

## Synopsis
Dans un présent alternatif, le Synthét est le dernier gadget à la mode. Ce robot ultra-développé ressemble tellement aux humains que leur mode de vie en est transformé. Quand un père de famille achète un Synthét d'occasion, il espère que la machine le soulagera dans ses tâches domestiques et l'aidera à préserver son mariage. Mais le robot possède un secret extraordinaire...

## Distribution

### Acteurs principaux
- Gemma Chan,
- Tom Goodman-Hill,
- Pixie Davies,
- Katherine Parkinson,
- William Hurt

## Diffusion
- En France, cette première saison a été diffusée sur HD1 à partir du 27 août 2016

## Épisodes

### Épisode 1:Entrée en matière
Mécontent des trop fréquentes absences de sa femme avocate, Joe Hawkins décide d'acheter un synthét, un assistant robotique ayant l'apparence d'une jolie jeune femme, afin de l'assister dans les tâches ménagères quotidiennes.
De retour au foyer, Laura en veut à Joe d'avoir pris cette décision sans la consulter. Elle craint que le robot n'ait un effet néfaste sur leur vie de famille, en particulier sur sa plus jeune fille Sophie. Celle-ci a nommé le robot Anita en hommage à son amie qui a déménagé. 
Un flashback fait apparaître un groupe comprenant Anita ainsi que Leo, Max et Niska, cachés dans la forêt cinq semaines auparavant ; tout le monde sauf Max et Leo ont été enlevés et emmenés à Londres. 
Un synthét nommé Fred, le contact de Leo et Max à Londres, cache un téléphone portable ce qui n'est pas un comportement autorisé par la programmation robotique. Fred  est kidnappé par un humain qui le soupçonne d'être beaucoup plus spécial qu'un simple synthét. 
Quelque part à Londres, Odi, un autre synthét, est pris de dysfonctionnement et blesse une vendeuse lorsqu'il fait les courses avec son propriétaire George.

### Épisode 2:Changement de programme
Laura Hawkins est inquiète de la proximité d'Anita avec Sophie et de la prise en charge des tâches domestiques par le robot. Elle se sent évincé. Toby, le cadet des Hawkins, est séduit par la plastique de la synthét. 
Après l'incident provoqué par Odi au supermarché, George le cache dans sa remise au fond de son jardin, refusant ainsi qu'Odi soit recyclé comme le lui impose les services de police. Cependant, l'assistante sociale mandatée par les services de santé lui impose un nouveau synthétique infirmier autoritaire nommée Vera pour remplacer Odi.
L'Inspecteur Pete Drummond ayant constaté le dysfonctionnement du synthét de George, se sent menacé dans sa vie personnelle lorsque sa femme handicapée commence à dépendre plus de leur séduisant synthé Simon que de lui. 
Niska, une synthét capturée en même temps qu'Anita, est soumise à la prostitution dans une maison close à synthétiques féminin. Un jour, un client âgé lui demande de se comporter comme une petite fille effrayée. Niska refuse et l'homme devient menaçant envers elle. Révoltée par son fantasme, elle le tue puis s'échappe.
Fred, le contact synthétique, est prisonnier dans l'installation dirigée par Hobb, qui inspecte sa mémoire et trouve des images et des souvenirs d'Anita.

### Épisode 3:Rétablir les connexions
Toby fonce à vélo pour empêcher sa mère Laura de ramener Anita au magasin. Anita, détectant que Toby va se faire écraser par une camionnette, sort de la voiture en marche et s'interpose pour stopper la camionnette. La synthét, bien qu'endommagée, est ramenée chez les Hawkins où Joe vérifie Anita pour s'assurer qu'elle n'a pas de dommages irréparables. 
Quant à George, il enferme Vera dans une pièce et part avec Odi, mais ils sont victimes d'un accident de voiture.
Les inspecteurs Drummond et Voss enquêtent sur le meurtre de la maison close, pendant que Niska retrouve Leo et Max. Après s'être disputée avec eux, Niska se rend dans un bar, où elle aborde un homme. De retour à la maison, Sophie dit à sa mère qu'elle préfère que ce soit Anita qui la mette au lit. La synthét convainc cependant Sophie de laisser Laura le faire.